# 皇家鈴鹿
皇家鈴鹿（日語：ロイヤルスズカ），是愛爾蘭出生的日本純種競賽馬匹。生涯活躍於於一哩賽事，曾勝出1997年打吡公爵挑戰盃及1998年天鵝錦標，亦於安田紀念及一哩冠軍賽跑獲殿軍。

## 出賽前
1993年出生於愛爾蘭Swettenham Stud，成長途中被馬主永井啓貳購入並引入日本。
其後交由栗東訓練中心練馬師橋田滿訓練。

## 競賽生涯

### 3歲（現2歲）
1995年11月25日出戰中京競馬場2歲新馬戰，比賽初段比賽在先頭位置下在直路上開始透出，最終輕鬆加速超越對手取得勝利。
其後以短波電台盃三歲錦標作為下一戰，雖然在初段以不俗的姿態保持在先頭第五，但於對面直路末段經已開始失速後退，最終以第十四大敗。

### 4歲（現3歲）
1996年首戰為條件戰黑竹賞，本次比賽繼續以先行戰術展開賽事，但在直路上壓制力不俗下以第三完賽。
其後在共同通信盃四歲錦標及早蕨賞分別以第六及第八完賽後，因腳部不適而未有在春季繼續出戰，選擇進入休養。
秋季復出後以條件戰作為目標，於四場賽事中跑獲三冠一亞的優秀戰績，同時晉級公開組。

### 5歲（現4歲）
1997年在年初的洛陽錦標取得第四後出戰二級賽讀賣盃，比賽途中以穩定的姿態維持在約莫第十二的後方位置，在彎道處稍微上前。進入直路後，其在大外檔位置迅速加速並蠶食對手，最終僅敗於大隅鉅子取得第二的良好戰績。
4月5日選擇以打吡公爵挑戰盃作為熱身，比賽初段其保持在先頭部隊之中，雖然在對面直路末段時稍為墮後，但在最後彎道重新上前並成功望空。進入直路後，其繼續在中檔位置展現自身優秀的加速力，最終追過並拉開前方的越位陷阱取得首個分級賽冠軍。
其後以安田紀念作為大目標，主動留後之下一直保持在隊伍最後方，可惜在直路上的衝勢不明顯下最終以第十大敗。
秋季以天鵝錦標作為起動戰，保持於中團偏後的位置下在彎道開始有所動作，雖然在直路上嘗試縮窄和前方賽駒的距離，但仍然被大樹快車及杉野旋風擊敗取得第三。
11月16日進軍一哩冠軍賽，保持一貫做法處於馬群中央的遮擋位置，直至最後彎道開始稍微移動取位。進行直路後，其雖然戰績出不俗的反應，但始終未能爆發出全速下被對手壓制，最終以第四的戰績完賽。
年末重返公開賽級別出戰聖誕盃，本次比賽全程保持在第二的位置，於直路上待領放馬失速下取得成為領先者，但最終未能阻止Prest Symboli的攻勢下以第二落敗。

### 6歲（現5歲）
1998年年度首戰為京王盃春季盃，然而因為備戰問題狀態未能調整，漏閘下最終取得第十四的戰績。
1個月後繼續出戰安田紀念，賽前因為前戰的表現僅取得第十二人氣的支持。比賽開始後，其保持在先頭第四的位置逐步推進，在彎道處進一步發力上前進佔更前的位置。進入直路後，面對有力馬紛紛因爛地沉底的局面，其仍然能堅守位置盡量衝刺，最終扭轉評價並僅敗於大樹快車、奔騰及大十字取得第四。
夏季前往新潟競馬場出戰朱鷺錦標，然而未能衝出之下跑獲第七，8月繼續出戰關屋紀念，選擇前置之下在直路中後段逐漸被壓制，最終以第三完賽。
進入秋季，其以天鵝錦標作為熱身，比賽初段以沉穩的姿態墮入中團位置，一直保持均速的節奏等待時機。進入直路後，其迅速透出並向前展開加速，最終跑出全場最快末腳速度下成功取得第二個分級賽冠軍。
但其後在一哩冠軍賽中無法保持表現，最終以第十落敗。
而在12月，其應邀遠征香港出戰香港國際碗。比賽開始後，其從外檔位置迅速內閃取位，一直維持穩定的姿勢前進。進入直路後，其繼續在所處位置展開推進，最終成功衝出之下僅敗於雞尾酒、必勝彎及得獎英雄取得第四。

### 7歲（現6歲）
1999年在狀態不佳下上半年全數處於休養狀態下，直至七月回歸並出戰函館短途錦標，但最終以第十一大敗。
其後選擇以人馬錦標開啟秋季的賽事，初段保持在第七的位置下在彎道處不斷上前，最終在前方位置展開衝刺下跑獲第三的戰績。
12月原定出戰上年度跑獲第四，本年度經已更名的香港一哩錦標，但狀態再度陷入不佳下未能成行。

### 8歲（現7歲）
2000年繼續現役，然而於頭三場賽事中均未能發揮表現，盡數取得兩位數的戰績。
5月陣營決定安排其轉戰泥地賽事，並已綠洲錦標作為試驗，但在比賽途中毫無衝勢下只能停留在中團之中，最終跑獲第十一。
縱然如此，陣營仍然安排其前往地方角逐柏市紀念，賽前取得第六的人氣。比賽開始後，其迅速進佔先頭的位置展開推進，一直保持在領放馬Lady Brightia後方。進入直路後，其表現出不俗的意志繼續保持速度，最終僅未能追上Lady Brightia及被Be My Nakayama超越，取得一席第三。
7月縮程前往北海道短途盃，然而未能適應1000米途程的快速節奏下，其在直路中段經已開始後退，最終取得第七的戰績。
其後雖然未有繼續出戰賽事，但直至翌年7月才取消日本中央競馬會的賽駒註冊正式退役。

### 詳細賽績
| 日期       | 舉辦國家/地區 | 馬場 | 距離   | 級別     | 賽事名稱             | 負重 | 騎師     | 馬號 | 出馬 | 名次 | 時間   | 頭馬（二馬）         |
| ---------- | ------------- | ---- | ------ | -------- | -------------------- | ---- | -------- | ---- | ---- | ---- | ------ | -------------------- |
| 25/11/1995 | 日本          | 中京 | 草1800 |          | 3歲新馬              | 54   | 上村洋行 | 9    | 10   | 1    | 1:49.3 | （Eishin Concord）   |
| 23/12/1995 | 日本          | 阪神 | 草2000 | GIII     | 短波電台盃三歲錦標   | 54   | 上村洋行 | 6    | 15   | 14   | 2:04.1 | 欽點                 |
| 16/1/1996  | 日本          | 東京 | 草1600 |          | 黑竹賞               | 55   | 上村洋行 | 9    | 9    | 3    | 1:36.4 | Le Guerrier          |
| 11/2/1996  | 日本          | 東京 | 草1800 | GIII     | 共同通信盃四歲錦標   | 55   | 上村洋行 | 6    | 9    | 6    | 1:48.9 | Sakura Speed O       |
| 16/3/1996  | 日本          | 阪神 | 草1600 |          | 早蕨賞               | 55   | 上村洋行 | 15   | 16   | 8    | 1:35.8 | 傳說貂               |
| 22/9/1996  | 日本          | 阪神 | 草1200 |          | 4歲以上500萬獎金以下 | 55   | 芹澤純一 | 7    | 14   | 1    | 1:10.2 | （Sugino Murchison） |
| 20/10/1996 | 日本          | 京都 | 草1600 |          | 保津峡特別           | 57   | 南井克巳 | 15   | 16   | 2    | 1:33.5 | Machikane Gyosei     |
| 17/11/1996 | 日本          | 京都 | 草1400 |          | 寶池特別             | 55   | 南井克巳 | 12   | 13   | 1    | 1:21.7 | （Narita Protector） |
| 30/11/1996 | 日本          | 阪神 | 草1400 |          | 金馬刺盃             | 56   | 武豐     | 6    | 12   | 1    | 1:21.6 | （King Admire）      |
| 12/1/1997  | 日本          | 京都 | 草1600 | OP       | 洛陽錦標             | 55   | 南井克巳 | 13   | 16   | 4    | 1:34.6 | Juno Pentagon        |
| 2/3/1007   | 日本          | 阪神 | 草1600 | GII      | 讀賣盃               | 56   | 南井克巳 | 14   | 14   | 2    | 1:35.1 | 大隅鉅子             |
| 5/4/1997   | 日本          | 中山 | 草1600 | GIII     | 打吡公爵挑戰盃       | 56   | 南井克巳 | 4    | 13   | 1    | 1:35.5 | （越位陷阱）         |
| 8/6/1997   | 日本          | 東京 | 草1600 | GI       | 安田紀念             | 58   | 南井克巳 | 3    | 18   | 10   | 1:34.9 | 大樹狂風             |
| 25/10/1997 | 日本          | 京都 | 草1400 | GII      | 天鵝錦標             | 57   | 南井克巳 | 1    | 16   | 3    | 1:20.9 | 大樹快車             |
| 16/11/1997 | 日本          | 京都 | 草1600 | GI       | 一哩冠軍賽           | 57   | 南井克巳 | 17   | 18   | 4    | 1:34.0 | 大樹快車             |
| 20/12/1997 | 日本          | 中山 | 草1600 | OP       | 聖誕盃               | 58   | 南井克巳 | 9    | 13   | 2    | 1:35.6 | Prest Symboli        |
| 16/5/1998  | 日本          | 東京 | 草1400 | GII      | 京王盃春季盃         | 57   | 南井克巳 | 14   | 16   | 14   | 1:21.7 | 大樹快車             |
| 14/6/1998  | 日本          | 東京 | 草1600 | GI       | 安田紀念             | 58   | 南井克巳 | 4    | 17   | 4    | 1:38.2 | 大樹快車             |
| 19/7/1998  | 日本          | 新潟 | 草1400 | OP       | 朱鷺錦標             | 57   | 蛯名正義 | 11   | 11   | 6    | 1:20.3 | Taiki Marshal        |
| 9/8/1998   | 日本          | 新潟 | 草1600 | GIII     | 關屋紀念             | 56   | 南井克巳 | 11   | 12   | 3    | 1:32.8 | 大和德州             |
| 31/10/1998 | 日本          | 京都 | 草1400 | GII      | 天鵝錦標             | 57   | 上村洋行 | 1    | 14   | 1    | 1:21.9 | （榮進柏林）         |
| 22/11/1998 | 日本          | 京都 | 草1600 | GI       | 一哩冠軍賽           | 57   | 南井克巳 | 11   | 13   | 10   | 1:34.5 | 大樹快車             |
| 13/12/1998 | 香港          | 沙田 | 草1400 | GII      | 香港國際碗           | 57   | 橫山典弘 | 11   | 14   | 4    | 1:22.2 | 雞尾酒               |
| 18/7/1999  | 日本          | 函館 | 草1200 | GIII     | 函館短途錦標         | 56   | 芹沢純一 | 2    | 12   | 11   | 1:11.1 | 新光森林             |
| 3/10/1999  | 日本          | 阪神 | 草1400 | GIII     | 人馬錦標             | 58   | 上村洋行 | 7    | 13   | 3    | 1:21.3 | 榮進佳文             |
| 30/1/2000  | 日本          | 東京 | 草1600 | GIII     | 東京新聞盃           | 58   | 上村洋行 | 10   | 16   | 15   | 1:34.9 | 大和巨龍             |
| 27/2/2000  | 日本          | 阪神 | 草1200 | GIII     | 阪急盃               | 57   | 上村洋行 | 11   | 12   | 11   | 1:10.6 | 黑鷹                 |
| 15/4/2000  | 日本          | 阪神 | 草1600 | GII      | 讀賣盃               | 57   | 上村洋行 | 17   | 18   | 17   | 1:35.9 | 礦脈                 |
| 7/5/2000   | 日本          | 東京 | 泥1600 | OP       | 綠洲錦標             | 56   | 岡部幸雄 | 2    | 16   | 11   | 1:37.2 | Chokai Raijin        |
| 24/5/2000  | 日本          | 船橋 | 泥1600 | 地方GIII | 柏市紀念             | 56   | 岡部幸雄 | 10   | 10   | 3    | 1:41.6 | Be My Nakayama       |
| 15/6/2000  | 日本          | 札幌 | 泥1000 | 地方GIII | 北海道短途盃         | 57   | 上村洋行 | 11   | 12   | 7    | 0:59.2 | Osumi Dyna           |

## 退役後
退役後，皇家鈴鹿成為了配種馬，於北海道浦和町East Stud休養，在2001年進行配種。首批子嗣於2002年出生。首批子嗣可於2004年出賽。
2007年，其由配種馬退役，被轉往同町的辻牧場進行養老生活。
2013年1月8日，其因腹絞痛死亡，享年20歲。

## 血統簡介
父系皇家學院為美國生產的愛爾蘭賽駒，生涯戰績優秀，曾勝出七月盃及育馬者盃一哩大賽。祖父尼真斯基為加拿大生產的愛爾蘭賽駒，生涯僅得兩敗，曾勝出葉森打吡大賽、愛爾蘭打吡、英皇佐治六世及皇后伊利沙伯錦標及二千堅尼錦標等一級賽，退役後亦爲著名種馬，成功確立獨立的系統。
母系Godzilla為英國生產的意大利賽駒，生涯取得五勝。外祖父Gyr為美國生產的法國賽駒，生涯戰績優秀，曾於聖格盧大賽中取得冠軍。

### 血統表
| 父線：尼真斯基系（北地舞人系）                      |                            |                |                  |
| 種馬 皇家學院 1987年（棗色）                        | 尼真斯基 1967年（棗色）    | 北地舞人       | 新北區           |
| 種馬 皇家學院 1987年（棗色）                        | 尼真斯基 1967年（棗色）    | 北地舞人       | Natalma          |
| 種馬 皇家學院 1987年（棗色）                        | 尼真斯基 1967年（棗色）    | Flaming Page   | Bull Page        |
| 種馬 皇家學院 1987年（棗色）                        | 尼真斯基 1967年（棗色）    | Flaming Page   | Flaring Top      |
| 種馬 皇家學院 1987年（棗色）                        | Crimson Saint 1969（栗色） | Crimson Satan  | Spy Song         |
| 種馬 皇家學院 1987年（棗色）                        | Crimson Saint 1969（栗色） | Crimson Satan  | Papila           |
| 種馬 皇家學院 1987年（棗色）                        | Crimson Saint 1969（栗色） | Bolero Rose    | Bolero           |
| 種馬 皇家學院 1987年（棗色）                        | Crimson Saint 1969（栗色） | Bolero Rose    | First Rose       |
| 繁殖雌馬 Godzilla 1972年（栗色）                    | Gyr 1967年（栗色）         | 海鳥           | Dan Cupid        |
| 繁殖雌馬 Godzilla 1972年（栗色）                    | Gyr 1967年（栗色）         | 海鳥           | Sicalade         |
| 繁殖雌馬 Godzilla 1972年（栗色）                    | Gyr 1967年（栗色）         | Feria          | Toulouse Lautrec |
| 繁殖雌馬 Godzilla 1972年（栗色）                    | Gyr 1967年（栗色）         | Feria          | Feira de Rio     |
| 繁殖雌馬 Godzilla 1972年（栗色）                    | Gently 1962年（灰色）      | Grey Sovereign | Nasrullah        |
| 繁殖雌馬 Godzilla 1972年（栗色）                    | Gently 1962年（灰色）      | Grey Sovereign | Kong             |
| 繁殖雌馬 Godzilla 1972年（栗色）                    | Gently 1962年（灰色）      | Be Careful     | My Babu          |
| 繁殖雌馬 Godzilla 1972年（栗色）                    | Gently 1962年（灰色）      | Be Careful     | Fair Freedom     |
| 雌系：號族：6-b                                     |                            |                |                  |
| 五代內近親交配：Nearco 5×5、天才舞者 5×5、Menow 5×5 |                            |                |                  |

## 命名由來
名字中，Royal（ロイヤル）繼承自父系皇家學院之名字，Suzuka（スズカ）為馬主永井啟貳的冠名，出自其出生地三重縣菰野町附近的鈴鹿山脈，香港結合兩部分，以「皇家鈴鹿」作為翻譯。

## 外部連結
- 皇家鈴鹿 netkeiba.com
- 血統表